# Уч-Тюбе (станция)
Уч-Тюбе (каз. Үштөбе ) — железнодорожная станция Казахстанских железных дорог, расположенная в городе Уч-Тюбе.

## История
Поселение появилось в начале ХХ столетия как железнодорожная станции на Турксибе.
Город развился вокруг градообразующего предприятия – вагоноремонтного депо на станции. В 2011 году депо было закрыто, закрылись и смежные предприятия. Функции депо были переданы на станции Матай и Актогай. Поскольку поезда перестали обслуживаться на станции, то сократилось и время стоянки поездов, и связанная с ней коммерческая деятельность на вокзале.